# 阳庙镇
阳庙镇，是中华人民共和国河南省焦作市博爱县下辖的一个乡镇级行政单位。

## 行政区划
阳庙镇下辖以下地区：
杨庄村、北西尚村、鹿村、聂村、沙丘铺村、南西尚村、马庄村、和庄村、贺村、小梁庄村、李鹿宿村、沈鹿宿村、梁陈村、前四村和阳邑村。